# Phlebosotera maspalomasi
Phlebosotera maspalomasi is een vliegensoort uit de familie van de Asteiidae. De wetenschappelijke naam van de soort is voor het eerst geldig gepubliceerd in 1958 door Frey.